# Fiona O’Malley
Fiona O’Malley (* 19. Januar 1968) ist eine frühere irische Politikerin, die von 2002 bis 2007 Teachta Dála (Abgeordnete) im Dáil Éireann und von 2007 bis 2011 Senatorin im Seanad Éireann war.
O’Malley wurde 1999 in das Dun Laoghaire Rathdown County Council gewählt und war dort bis September 2003 Mitglied, da sie 2002 für die Progressive Democrats in den 29. Dáil gewählt wurde und ihr Mandat im County Council deswegen aufgeben musste. Bei den Wahlen zum 30. Dáil Éireann gelang es ihr nicht, ihren Sitz zu verteidigen.
Am 3. August 2007 wurde O’Malley von Taoiseach Bertie Ahern zur Senatorin im 23. Seanad Éireann nominiert und war somit neben Ciarán Cannon eine der beiden Senatoren der Progressive Democrats. Nachdem die Partei am 8. November 2008 ihre Selbstauflösung beschloss, wechselte Cannon März 2009 zur Fine Gael. O’Malley selbst saß ab 2009 als Unabhängige im Senat. Bei den Wahlen zum 24. Seanad kandidierte sie auf der Liste der University of Dublin, blieb aber erfolglos.
Fiona O’Malley ist die Tochter von Desmond O’Malley, dem Parteigründer und ehemaligen Parteivorsitzenden der Progressive Democrats.